# Carlo Carrà

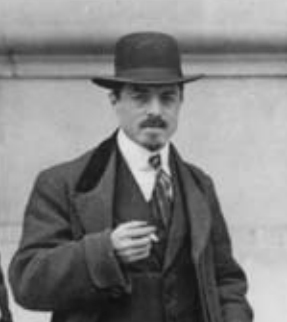
Carlo Carrà in 1912

Carlo Carrà (Quargnento, 11 februari 1881 – Milaan, 13 april 1966) was een Italiaans schilder en mede-grondlegger van zowel het futurisme als later de pittura metafisica.
Op zijn twaalfde liep Carrà van huis om wanddecorateur te kunnen worden.
In 1899-1900 was hij in Parijs, waar hij paviljoens decoreerde voor de Wereldtentoonstelling aldaar. Hier maakte hij kennis met de moderne Franse schilderkunst. Hij bracht een aantal maanden door in Londen, waar hij Italiaanse anarchistische ballingen ontmoette, en ging in 1901 terug naar Milaan. In 1906 schreef hij zich daar in aan de Accademia di Brera, waar hij les kreeg van Cesare Tallone. In 1910 ondertekende hij met Umberto Boccioni, Giacomo Balla, Luigi Russolo en Gino Severini het Manifesto dei pittori futuristi (het futuristisch schildersmanifest).
Carrà's futuristische fase eindigde omstreeks het begin van de Eerste Wereldoorlog. Hoewel hij nog steeds futuristische uitgangspunten toepaste, begon de nadruk in zijn werk meer te liggen op vorm en verstilling dan beweging en intuïtie. In 1916 ontmoette hij in een militair ziekenhuis in Ferrara de broers Giorgio de Chirico en Alberto Savinio. Hij begon te schilderen in de stijl die De Chirico pittura metafisica noemde - metafysische schilderkunst. In de jaren twintig maakte de metafysische stijl plaats voor een somberder stijl, die sterk doet denken aan die van Masaccio.

## Publicaties
- 'De wijzerplaat van den geest', De Stijl, 2e jaargang, nummer 7 (mei 1919): p. 75-77. Zie Digital Dada Library.
- Pittura metafisica. Florence 1918, Milaan 1945
- Giotto. Rome 1924
- M. Carrà en V. Fagone (red.): Carlo Carrà e Ardegno Soffici. Lettere 1913-1929
- M. Carrà (red.): Tutti gli scritti. Milaan 1978
- L. Caruso (red.) Carlo Carrà. Guerra pittura, Futurismo politico, dinamismo plastico. 12 disegni guerreschi, parole in libertà. Florence 1978

## Schilderijen
Futuristische periode
- La stazione di Milano. 1910-11. Olieverf op doek (?). Afmetingen onbekend. Trente, Museo di Arte Moderna e Contemporanea (?). Zie externe link.
- I funerali dell'anarchico Galli (De begrafenis van de anarchist Galli). 1910-11. Olieverf op doek. 198 × 266 cm. New York, Museum of Modern Art. Zie MoMA Provenance Research Project.
- Luci notturne. 1910-11.
- Donna al balcone. 1912.
- La Galleria di Milano. 1912.
- Trascendenze plastiche. 1912.
- Il cavaliere rosso (De rode ruiter). 1914. Milaan, Civico Museo d’Arte Contemporanea.

Metafysische periode
- L'idolo ermafrodito. 1917.
- Madre e figlio. 1917.
- La Musa Metafisica. 1917 (De Metafysische Muze). Milaan, Jesi collectie.
- La figlia dell'Ovest. 1919 (De dochter van het Westen).
- Il figlio del costruttore. 1917-1921.
- Ovale delle apparizioni (Het ovaal der verschijning). 1918. Afgebeeld als bijlage XIV in De Stijl, 2e jaargang, nummer 7 (mei 1919). Zie Digital Dada Library.
- L'amante dell'ingegnere. 1921.
- L'attesa. 1923.
- Meriggio. 1923.

Overige werken
- De ruiters van de Apocalyps. 1908. Olieverf op doek. 36 × 94 cm. Chicago, Art Institute of Chicago. Zie The Art Institute of Chicago.
- Piazza del Duomo di Milano. 1909. Olieverf op doek (?). Afmetingen en verblijfplaats onbekend. Zie externe link.
- l ciclista. 1913.
- La foce del Cinquale. 1925.
- Partita di calcio. 1934. Olieverf op doek.
- Ritorno dai campi.
- Autoritratto.
- Arresto di Cesare Battisti.
- Marina con albero. 1930.
- Costruttori. 1949-1950.
- Estate sul fiume. 1951.
- Cavalli al mare. 1953.
- Stilleven. 1961 (?). Olieverf op doek. 30,4 × 40,3 cm. Vicenza, Gallerie di Palazzo Leoni Montanari. Zie Intesa Sanpaolo Cultural Heritage.

## Collage
- Manifestazione Interventista. 1914. Tempera en collage op karton. 38,5 × 30 cm. Verzameling Gianni Mattioli. Zie externe link.

- Bibsys: 12014038
- Biblioteca Nacional de España: XX976014
- Bibliothèque nationale de France: cb119962430 (data)
- CiNii: DA03879036
- Gemeinsame Normdatei: 118519247
- International Standard Name Identifier: 0000 0001 1020 5569
- Library of Congress Control Number: n79043180
- Nationale Bibliotheek van Letland: 000026633
- Nationale Bibliotheek van Tsjechië: ola2002153914
- Nationale bibliotheek van Australië: 35693014
- Nationale Bibliotheek van Israël: 987007277744205171
- Nationale Bibliotheek van Polen: a0000003202399
- Nationale en Universitaire bibliotheek Zagreb: 000079965
- Nederlandse Thesaurus van Auteursnamen: 068575785
- Réseau des bibliothèques de Suisse occidentale: 02-A003079838
- RKD-Nederlands Instituut voor Kunstgeschiedenis: 15555
- Istituto Centrale per il Catalogo Unico: CFIV004962
- SNAC: w61n9757
- Système universitaire de documentation: 02999344X
- Trove: 1045234
- Union List of Artist Names: 500008934
- Virtual International Authority File: 7400206
- WorldCat: E39PBJcc8rCfVycPqQpBxt7bVC